# Ichneumon subrestrictus
Ichneumon subrestrictus là một loài tò vò trong họ Ichneumonidae.